# Бригите Майер
Бригите Майер (на английски: Brigitte Maier) е бивша германско-американска порнографска актриса и еротичен модел.

## Произход и младежки години
Родена е на 7 август 1952 г. в провинция Шлезвиг-Холщайн, Германия, но още докато е дете, семейството ѝ емигрира в САЩ.
Живее със семейството си в Чикаго и посещава католическо училище за момичета. През 1967 г. за първи път се появява в света на киното с роля в драмата A Margem. На 17-годишна възраст се премества в Лос Анджелис, където започва работа като гола танцьорка.

## Кариера
През 70-те години на XX век Бригите Майер участва в американски и европейски порнографски филми и снима фотосесии за еротични списания като американските „Пентхаус“ (юли 1974 г.) и „Плейбой“ (декември 1975 г.), британския „Клуб интернешънъл“, италианския „Плеймен“, датския „Колор климакс“ и други.
Дебютът ѝ като порноактриса е през 1971 г. с филма Refinements in Love. През 1973 г. тя приема оферта за 1500 долара за роля в Швеция, отива там и снима първия си европейски порнофилм – Porr i skandalskolan, излязъл през 1974 г. В Стокхолм Майер се среща с порнографския режисьор Алберто Феро, известен с псевдонима Леси Браун, и започва да се снима в негови филми, като двамата имат и интимна връзка. По-късно тя участва в продукции и в Нидерландия.
Бригите Майер приключва с кариерата си в порноиндустрията през 1978 г., а след това се омъжва, има деца и се премества със семейството си в Рим, където се включва в социална организация на италианските жени.